# Friedrich Weinreb

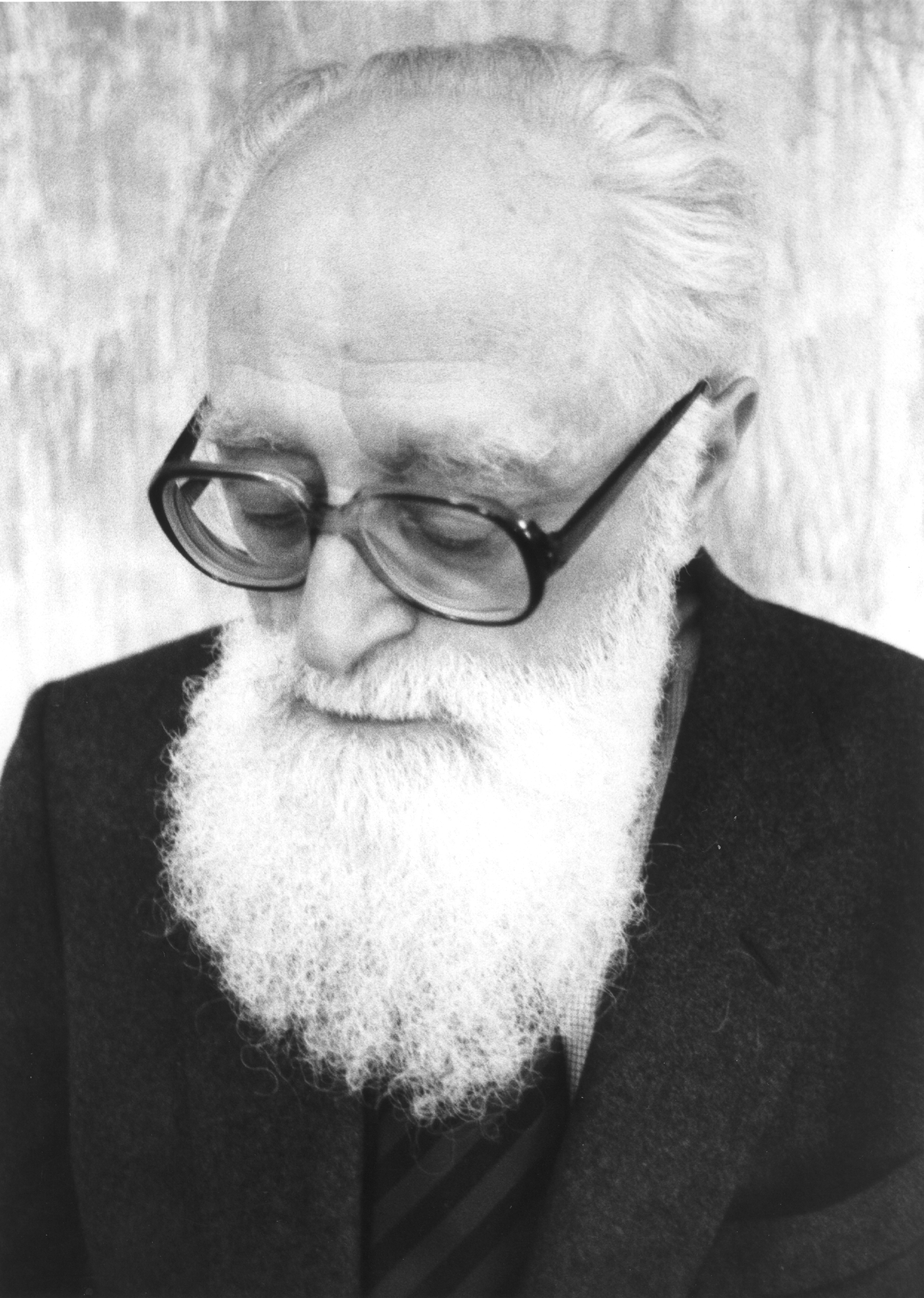
Friedrich Weinreb

Friedrich Weinreb (ook Fryderyk, Frederik of Freek Weinreb; Lemberg, het huidige Lviv, 18 november 1910 – Zürich, 19 oktober 1988) was een joods-chassidische verteller, schrijver, doctorandus in de economie, astroloog en veroordeeld oplichter. Weinreb poseerde als gynaecoloog en als "professor". Hij was het middelpunt van verschillende schandalen, waarvan de zogeheten Weinreb-affaire, rond zijn activiteiten tijdens de Duitse Bezetting 1940-1945, veruit de belangrijkste was.

## Biografie
Weinreb stamde uit een Oost-Europese traditionele chassidische familie. Zijn familie verhuisde in 1916 van Wenen naar Nederland. De jonge Friedrich bracht zijn jeugd in Scheveningen door en studeerde later economie in Wenen en Rotterdam, waar hij in 1938 zijn doctoraal-examen behaalde.
Tijdens de Tweede Wereldoorlog speelde Weinreb in Den Haag een controversiële rol. Hij zette een fictief emigratiebureau op en creëerde in zijn voorspiegelingen een niet-bestaande Duitse generaal, met wie hij naar eigen zeggen correspondeerde. Joden die zich bij hem – tegen betaling – lieten registreren, spiegelde hij voor dat zij hun deportatie konden uitstellen. Merkwaardigerwijs verleenden de Duitse bezetters althans gedeeltelijke medewerking aan Weinrebs initiatief: de personen op zijn lijsten werden via de Joodse Raad voorlopig van deportatie vrijgesteld.
Na de oorlog kwam hij herhaaldelijk in opspraak wegens zijn omstreden activiteiten als collaborateur tijdens de Duitse bezetting van Nederland en vermeend Jodenhelper tijdens de Bezetting. Steen des aanstoots vormden zijn in 1969 verschenen driedelige memoires Collaboratie en verzet 1940-1945, een poging tot ontmythologisering, Den Haag en handelsuitg. Meulenhoff, Amsterdam (1969/1970), drie delen, ISBN 90-290-0103-8. In het Duits vertaald als Die langen Schatten des Krieges, 1989, drie delen.
Tevens werd hij veroordeeld wegens zedenzaken.

## Carrière
Internationale bekendheid geniet Weinreb op het gebied van de joodse mystiek,  kabbala en bijbelinterpretatie. Vanaf de publicatie van zijn boek De Bijbel als Schepping in 1963, legde hij zich meer en meer op dit onderwerp toe. In 1969 verliet Weinreb Nederland en vestigde hij zich te Zürich in Zwitserland. 
Terwijl hij in Nederland vooral herinnerd werd om zijn omstreden oorlogsverleden en veelal werd afgeschilderd als een charlatan en pseudoloog, behield hij ook een schare religieuze aanhangers en maakte hij na het verlaten van Nederland naam als auteur over esoterische onderwerpen in de Duitse taal.

## Beknopte bibliografie

### Economie
- Statistische bepaling van de vraagcurve - Toepassing op de Nederlandsche vraag naar suiker (1936)

### Esoterische, theologische en autobiografische publicaties

#### 1963 - 1978
- De Bijbel als schepping, uitg. Servire, Den Haag (1963);, 9e druk, uitg. Skandalon, Vught, i.s.m. de Professor F. Weinreb Stichting (2020); Duitse vert. Schöpfung im Wort - die Struktur der Bibel in jüdischer Überlieferung (1994)
- Ik die verborgen ben. Oude overleveringen vertellen het geheim van het Esther-verhaal, Den Haag, 1967, heruitg., Vught 2010 ISBN 978-90-76564-82-1
- Die Rolle Esther - das Buch Esther nach der ältesten jüdischen Überlieferung oorspr. Nederlands
- Die Symbolik der Bibelsprache - Einführung in die Struktur des Hebräischen (1969)
- Das Buch Jonah - der Sinn des Buches Jonah nach der ältesten jüdischen Überlieferung (1970), Ned. vert De wortels van het woord  (1981) en Het boek Jona - de zin van het boek Jona volgens de oude Joodse overlevering (2003)
- Die jüdische Wurzeln des Matthäus-Evangeliums (1972), Ned. vert. De Joodse wortels van het Mattheüs evangelie (1983)
- De weg door de tempel (1972), Duitse vert. Der Weg durch den Tempel : Aufstieg und Rückkehr des Menschen (2000)
- Het Hebreeuwse alfabet (1969), Duitse vert. Vor Babel - die Welt der Ursprache (1995)
- Begegnungen mit Engeln und Menschen - Mysterium des Tuns - Autobiographische Aufzeichnungen, 1910-1936 (1974)
- Leben im Diesseits und Jenseits - ein uraltes vergessenes Menschenbild (1974)
- Vom Sinn des Erkrankens - Gesundsein und Krankwerden (1974), Ned. vertalingen De zin van het ziek zijn (1976), Waarom worden wij ziek? (1980) en Wanneer worden wij gezond?  (1982)

#### 1978 - 1988
- Traumleben - überlieferte Traumdeutung, 4 delen (1979 1981), latere heruitgave onder de titel Kabbala im Traumleben des Menschen (1994)
- Die Wurzeln der Agression (1980), Ned. vert. De wortels van de agressie (1981)
- Gedanken über Tod und Leben - das ganze Leben (1980), Ned. vert. Gedachten over dood en leven - het leven als geheel (1982)
- Selbstvertrauen und Depression (1980), Ned. vert. Zelfvertrouwen en depressie (1981)
- Der Krieg der Römerin - Erinnerungen 1935 bis 1943, 2 delen (1981-1982)
- Legende von den beiden Bäumen :- alternatives Modell einer Autobiographie (1981)
- Die Astrologie in der jüdischen Mystik (1982) ISBN 3-88411-012-8, Nederlandse vertaling De astrologie in de joodse mystiek (1983, 2002)
- Das jüdische Passahmahl und was dabei von der Erlösung erzählt wird (1984)
- Het heilige en het profane (1984)
- Getallen in de kabbala - 4 voordrachten (1985)
- Der siebenarmige Leuchter (1985)
- Das Wunder vom Ende der Kriege - Erlebnisse im letzten Kriege (1984)
- Het Westen en Zen (1987, 2002)
- Innenwelt des Wortes im Neuen Testament : eine Deutung aus den Quellen des Judentums (1988)
- Geburt in eine neue Welt - Erinnerungen 1945 bis 1948 (1988), Ned. vert. De gevangenis - herinneringen 1945-1948 (1989)
- Mythen, sprookjes, sagen en legenden (1988), Ned. vert. Het leven van Jezus - een joodse visie op het Nieuwe Testament (1999)
- Buchstaben des Lebens. Erzählt nach jüdischer Überlieferung. ISBN 3-88411-038-1, Ned. vert De letters van het leven - het wezen van het Hebreeuwse alfabet (1981)
- Zahl, Zeichen, Wort. Das symbolische Universum der Bibelsprache (1978) ISBN 3-88411-031-4
- Wunder der Zeichen, Wunder der Sprache : vom Sinn und Geheimnis der Buchstaben (1979)
- Das jüdische Passahmahl und was dabei von der Erlösung erzählt wird. ISBN 3-88411-026-8

#### Postuum verschenen
- De kalender (1990), Duitse vert. Das Buch von Zeit und Ewigkeit - der jüdische Kalender und seine Feste (1991)
- Meine Revolution : Erinnerungen 1948 bis 1987 (1990)
- Het Hebreeuwse alfabet (1991)
- Het mensbeeld in de kabbala (1993)
- Mijn ontmoeting met het Nieuwe Testament (1999)
- Het Leven van Jezus - een joodse visie op het Nieuwe Testament, Utrecht 1997, Servire, ISBN 90-6325-517-9
- Warum wir uns verhalten, wie wir uns verhalten (2001)
- Das chassidische Narrenparadies und andere Schriften (2003)
- Ontmoetingen (2004)
- Schöpfung im Wort. Die Struktur der Bibel in jüdischer Überlieferung. ISBN 3-88411-028-4
- Kabbala im Traumleben des Menschen. ISBN 3-42401-161-4
- Innenwelt des Wortes im Neuen Testament. Eine Deutung aus den Quellen des Judentums. ISBN 3-88411-034-9
- Heeft de mens nog een toekomst? Waarom en waartoe? (2005)